# Аносов Федір Васильович
Аносов Федір Васильович (1911—1992) — радянський інженер, спеціаліст із гідротурбін.

## Біографія
У 1934 році закінчив Новочеркаський індустріальний інститут.
У 1928—1975 роках працював на ЛМЗ імені Й. В. Сталіна: токар, інженер. Із 1945 року начальник Лабораторії водяних турбін.

## Нагороди та премії
- Сталінська премія першого ступеня (1950) — за розробку конструкцій, виготовлення та пуск в експлуатацію нових удосконалених гідротурбін потужністю 102 000 к. с. для Дніпрогесу імені В. І. Леніна
- Державна премія СРСР (1967) — за створення надпотужних радіально-осьових гідротурбін для Братської ГЕС.

## Співавтор книг
- Гидроэнергетическое и вспомогательное оборудование гидроэлектростанций [Текст]: справ. пособие: В 2-х т. / Абдурахманов Л. Ф.,Ананьин Б. Н.,Аносов Ф. В.;Под ред. Ю. С. Васильева, Д. С. Щавелева. — М. : Энергоатомиздат, 19 — . — Авт. указ. на обороте тит. л. Т. 2 :
- Вспомогательное оборудование гидроэлектростанций. — 1990. — 336 c. : ил. — 3500 экз. — ISBN 5-283-01988-8,ISBN 5-283-01965-9
- Модельные исследования гидротурбин [Текст] / Ф. В. Аносов [и др.]; под ред. В. М. Малышева. — Л. : Машиностроение, 1971. — 285, [1] c. : рис., табл.